# Respenda de Aguilar
Respenda de Aguilar ist ein spanischer Ort in der Provinz Palencia der Autonomen Gemeinschaft Kastilien und León. Der Ort gehört zu Pomar de Valdivia, er liegt 17 Kilometer südöstlich vom Hauptort der Gemeinde. Respenda de Aguilar ist über die Straße PP-6227 zu erreichen.

## Sehenswürdigkeiten
- Romanische Kirche San Juan Bautista, erbaut im 13. Jahrhundert